# Manoscritto di Würzburg
Il Manoscritto di Würzburg, noto anche come Codex Paulinus Wirziburgensis, è un manoscritto dell’VIII secolo, conservato nella biblioteca dell'Università di Würzburg in Germania.
Il manoscritto risale al VI-VII secolo ed è stato originariamente scritto in Italia, nel sud della penisola. 
Lo stile di scrittura è quello tipico onciale, tecnica utilizzata prevalentemente nei manoscritti latini tra il III e l'VIII secolo. La sua scoperta è stata un evento di grande importanza per la filologia latina, poiché il Codex contiene una collezione di testi paolini, ossia lettere attribuite all'apostolo Paolo, che sono fondamentali per la teologia cristiana.
Dal punto di vista filologico, il Manoscritto di Würzburg permette agli studiosi di confrontare le versioni delle epistole paoline con altri manoscritti dell'epoca, contribuendo a una migliore comprensione delle varianti testuali e delle pratiche scribali dell'antichità .
Il manoscritto offre uno sguardo prezioso sulla lingua latina tardo-antica, fornendo dati fondamentali per lo studio dell'evoluzione del latino e delle sue trasformazioni nel periodo tardo-antico e altomedievale.
Oggi, il Manoscritto di Würzburg è custodito nella Biblioteca Universitaria di Würzburg.

## Analisi del testo
Il testo a margine è il seguente:
Il testo è l'incipit di una chanson de femme, una poesia popolare di tema amoroso, dove a parlare è una donna. L'ambito letterario di appartenenza è la lirica romanza alto-medievale.